# Eublemma sabulosa
Eublemma sabulosa is een vlinder van de familie van de spinneruilen (Erebidae). De wetenschappelijke naam van deze soort is voor het eerst voorgesteld door Lionel Walter Rothschild in een publicatie uit 1913.
De soort komt voor in Algerije.